# Alexander Roovers
Alexander Roovers (* 17. März 1987) ist ein deutscher Badmintonspieler. 

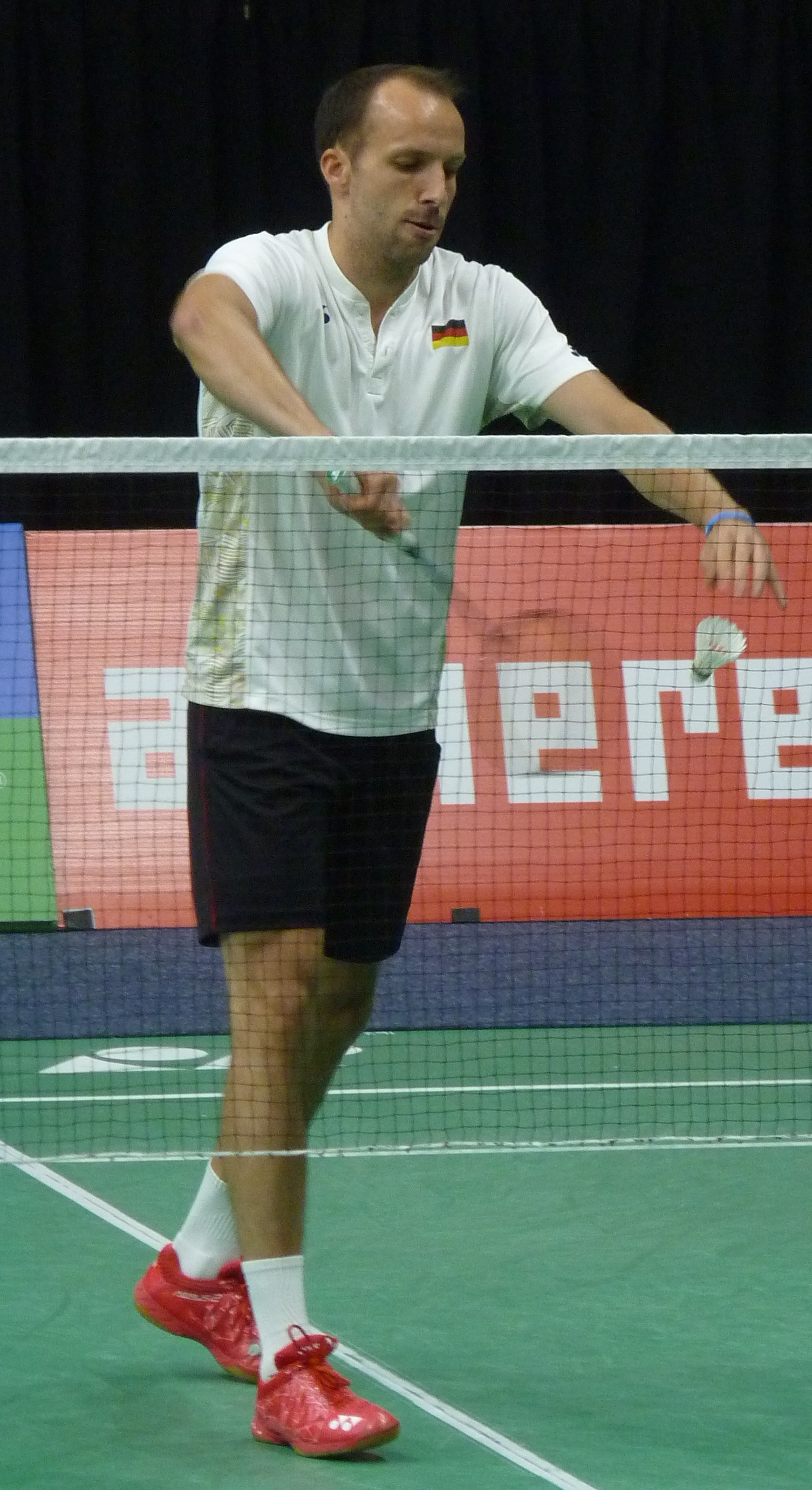
Alexander Roovers

## Karriere
Alexander Roovers startet seit der Saison 2011/2012 für den 1. BV Mülheim in der Badminton-Bundesliga. Mit diesem Verein wurde er 2013 Dritter und 2014 Vizemeister. Bei den European Universities Games 2012 gewann er Gold, Silber und Bronze; zwei Jahre später zweimal Gold. Dazwischen erkämpfte er sich 2013 bei den europäischen Hochschulmeisterschaften Silber im Herreneinzel.